# Denys
Denys Luctke Facincani (nacido el 6 de enero de 1966 en São Paulo), es un exfutbolista brasileño que jugaba como defensor central. Actualmente se desempeña como asistente técnico. 

## Clubes
| Club                 | País   | Año         |
| -------------------- | ------ | ----------- |
| Palmeiras            | Brasil | 1983 - 1986 |
| São Paulo FC         | Brasil | 1987        |
| Palmeiras            | Brasil | 1988 - 1989 |
| Corinthians          | Brasil | 1989 - 1990 |
| Iraklis FC           | Grecia | 1990        |
| Grêmio Novorizontino | Brasil | 1991        |
| Inter de Limeira     | Brasil | 1991 - 1992 |
| Portuguesa Santista  | Brasil | 1992 - 1994 |
| Grêmio Novorizontino | Brasil | 1995        |
| Deportivo Pesquero   | Perú   | 1996        |
| FBC Melgar           | Perú   | 1997        |
| América R-N          | Brasil | 1997        |
| Iraty S-C            | Brasil | 1998        |
| Portuguesa Santista  | Brasil | 1998        |
| Figueirense          | Brasil | 1999 - 2000 |